# Sirani (cràter)
Sirani és un cràter d'impacte en el planeta Venus de 28,3 km de diàmetre. Porta el nom d'Elisabetta Sirani (1638-1665), pintora italiana, i el seu nom va ser aprovat per la Unió Astronòmica Internacional el 1994.